# Uhlstädt-Kirchhasel
Uhlstädt-Kirchhasel est une commune de la République fédérale d'Allemagne, située dans le Land de Thuringe et l'arrondissement de Saalfeld-Rudolstadt.